# Pogonomelomys
Pogonomelomys är ett släkte av däggdjur som ingår i familjen råttdjur.
Wilson & Reeder (2005) listar två arter i släktet:
- Pogonomelomys bruijni
- Pogonomelomys mayeri

En tidigare underart till Pogonomelomys bruijni listas av IUCN som god art, Pogonomelomys brassi. Abeomelomys sevia listades ursprungligen i Pogonomelomys men arten flyttades till ett eget släkte.
Arterna blir 13 till 19 cm långa (huvud och bål) och har en 14 till 21 cm lång svans. Vikten dokumenterades bara för enstaka individer och den varierade mellan 57 och 110 g. Pälsen har på ovansidan en brun till rödbrun färg och på buken finns ljusgrå till vitaktig päls. Svansen är täckt av sexkantiga fjäll samt av hår mellan fjällen och den kan användas som gripverktyg. Tårna är utrustade med kraftiga klor.
Dessa gnagare förekommer på Nya Guinea och på mindre öar i regionen. Habitatet varierar mellan skogar i låglandet och bergsängar som kan ligga 3300 meter över havet. Arterna klättrar i växtligheten. De bygger bon som placeras i trädens håligheter eller på marken. Upphittade honor var dräktiga med en eller två ungar.
IUCN listar Pogonomelomys bruijnii som nära hotad (NT) och de andra som livskraftig (LC).